# Ernesto Hintze Ribeiro
Pour les articles homonymes, voir Hintze.
Ernesto Rodolfo Hintze Ribeiro, /eɾˈnɛʃtu ʁuˈdoɫfu ˈĩtzɨ ʁiˈbɐiɾu/ (né à Ponta Delgada aux Açores le 7 novembre 1849, mort à Lisbonne le 1er août 1907) est un homme d'État portugais.

## Biographie
Il est parfois connu sous le nom de Ernesto Rudolfo, Ernesto Rodolfo Hintze Ribeiro ou Ernst Rudolph Hintze Ribeiro. Il est un parlementaire éminent et pair du royaume, procureur général de la Couronne, ministre des Travaux publics, des Finances et des Affaires étrangères, ainsi que chef de file du Parti Régénérateur, et Président du Conseil des ministres (Premier ministre) trois fois. Il est l'un des hommes politiques les plus importants de la fin de la Monarchie constitutionnelle, avec le mandat le plus long de la décennie. Il est responsable d'importantes réformes, certaines d'entre elles étant toujours en place, telles que l'autonomie des Açores et de Madère (1895), la « loi sur les pharmacies », et les « lois forestières » (1901). Il est conseiller d’État en 1891, reçoit de nombreuses décorations (Sicsic), parmi lesquelles la Grande Croix de l'Ordre de la Tour et de l'Épée. Il est associé à l'Académie royale des sciences.